# Primærrute 22
Primærrute 22 er en hovedvej, der går fra Kalundborg, over Slagelse, Næstved og Vordingborg til E47/E55 Sydmotorvejen.

## Forløb
Primærrute 22 forløber fra Kalundborg, vest om Gørlev, vest om Slagelse, syd om Fuglebjerg, vest om Næstved og nord om Vordingborg frem til 47/E55 Sydmotorvejen og frakørsel 41.

## Vejens klassificering
Primærrute 22 en statsvej på hele strækningen. Hele Primærrute 22 er klassificeret som hovedvej efter færdselsloven.
De offentlige veje inddeles fra 2015 efter vejloven i statsveje og kommuneveje, mens de tidligere blev klassificeret i hovedlandeveje, landeveje og kommuneveje. Betydningen for en vejs klassificering som statsvej eller kommunevej er først og fremmest af administrativ karakter. Statsvejene administreres af Vejdirektoratet, mens kommunevejene administreres af kommunerne. Det er vejmyndighedens ansvar at holde sine offentlige veje i den stand, som trafikkens art og størrelse kræver. Klassifikationen som statsveje og kommuneveje har ikke betydning for Danmarks overordnede rutenummererede vejnet med Europavejsruter, Primærruter eller sekundærruter, der administreres af Vejdirektoratet i samarbejde med kommunerne. Kun veje udlagt som Europavejsruter og Primærruter kan udlægges som hovedveje efter færdselsloven.

## Historie
Den nyeste ændring af Primærrute 22 åbnede den 28. september 2013, da Vejdirektoratet åbnede den 2 sporede Omfartsvejen vest om Slagelse.

## Fremtiden
På baggrund af den politiske aftale fra november 2010 om ”Bedre mobilitet”, har Vejdirektoratet gennemført en forundersøgelse af mulighederne for udbygning af Primærrute 22 mellem Slagelse og Næstved. Vejdirektoratet blev i oktober 2013 færdig med en forundersøgelse om en mulig opgradering af Primærrute 22 mellem Slagelse og Næstved til en 2+1 motortrafikvej. Vejdirektoratet forslog i forundersøgelsen tre linjeføringer.
- Motortrafikvej  (2+1 sporet) syd om Rosted og Sørbymagle, som forsætter nord om Fuglebjerg og syd om Kyse og Vallensved til Næstved.
- Motortrafikvej  (2+1 sporet) syd om Rosted og Sørbymagle, som forsætter syd om Fuglebjerg og nord om Kyse og Vallensved, og til Næstved.
- Omfartsvej (2+1 sporet) nord om Kyse og Vallensved.

Det fremgår af forundersøgelsen, at alle forslag til nye vejforbindelser har en negativ nettonutidsværdi og en intern rente under 5%, hvilket tyder på, at de ikke er rentable. Den relativt lave samfundsøkonomiske effekt ved alle forslag skyldes primært, at den forventede trafikmængde i 2025 ikke giver anledning til store trængselsproblemer på den eksisterende vej, hvilket begrænser tidsgevinsten ved en ny vejforbindelse.